# Janhova
Janhova este o localitate din comuna Apače, Slovenia, cu o populație de 38 de locuitori.